# معتاد به تو (ترانه شکیرا)
«معتاد به تو» (به انگلیسی: Addicted to You) تک‌آهنگی از هنرمند اهل کلمبیا شکیرا است که در ۱۳ مارس ۲۰۱۲ منتشر شد. این تک‌آهنگ در آلبوم خورشید در می‌آید قرار داشت.
این تک‌آهنگ در چارت‌های لهستان در رتبه اول و در چارت‌های ، جزو ده ترانه اول قرار گرفت.

## جدول‌های موسیقی
| جدول (۲۰۱۲)                               | بهترین جایگاه |
| ----------------------------------------- | ------------- |
| بلژیک (اولتراتاپ ۵۰ فلاندرز)              | ۲۷            |
| بلژیک (اولتراتاپ ۵۰ والونی)               | ۱۸            |
| کشورهای مستقل همسود (تاپ‌هیت)              | ۱۴۳           |
| فرانسه (اس‌ان‌ئی‌پی)                         | ۱۵            |
| ایتالیا (فیمی)                            | ۴۹            |
| مکزیک (دیده‌بان لاتین)                     | ۱             |
| لهستان (۱۰۰ آهنگ برتر ایرپلی لهستان)      | ۱             |
| رومانی (ایرپلی ۱۰۰)                       | ۷             |
| اسلواکی (رادیو – ۱۰۰ آهنگ برتر)           | ۴۳            |
| اسپانیا (پروموزیک)                        | ۱۴            |
| سوئیس (شوایزر هیت‌پاراد)                   | ۷۰            |
| ترانه‌های داغ لاتین ایالات متحده (بیلبورد) | ۹             |
| ایرپلی پاپ لاتین ایالات متحده (بیلبورد)   | ۳             |
| تروپیکال ایرپلی ایالات متحده (بیلبورد)    | ۳             |

| جدول (۲۰۱۲)                           | جایگاه |
| ------------------------------------- | ------ |
| بلژیک (والونی)                        | ۹۷     |
| فرانسه (اس‌ان‌ئی‌پی)                     | ۸۰     |
| اسپانیا (پروموزیکائه)                 | ۴۸     |
| ترانه‌های لاتین ایالات متحده (بیلبورد) | ۲۸     |

## گواهینامه‌ها
| منطقه                                   | گواهی         | واحد گواهی‌شده/فروش |
| --------------------------------------- | ------------- | ------------------ |
| برزیل (پرو موزیکا برزیل)                | طلا           | ۳۰٬۰۰۰             |
| مکزیک (امپروفون)                        | ۲× پلاتین+طلا | ۱۵۰٬۰۰۰            |
| رقم فروش+پخش جاری تنها بر پایهٔ گواهی‌ها. |               |                    |